# あん (小説)
『あん』は、2013年2月にドリアン助川が出版した小説。第25回読書感想画中央コンクールで指定図書（中学校・高等学校の部）に選定される。2015年に河瀨直美の監督で映画化。

## あらすじ
季節は春。桜の咲き乱れる公園に面したどら焼き屋、『どら春』で、辛い過去を背負う千太郎は雇われ店長を続け、日々どら焼きを焼いていた。ある日この店を徳江という手の不自由な老婆が訪れ、バイトに雇ってくれと千太郎に懇願する。彼女をいい加減にあしらい帰らせた千太郎だったが、手渡された手作りのあんを舐めた彼はその味の佳さに驚く。徳江は50年あんを愛情をこめて煮込み続けた女だったのだ。店の常連である中学生ワカナの薦めもあり、千太郎は徳江を雇うことにした。徳江のあんを使ったどら焼きのうまさは評判になり、やがて大勢の客が店に詰めかけるようになる。だが、店のオーナーは徳江がかつてハンセン病であったとの噂を聞きつけ、千太郎に解雇しろと詰め寄る。そしてその噂が広まったためか客足はピタリと途絶え、それを察した徳江は店を辞めた。素材を愛した尊敬すべき料理人である徳江を追い込んだ自分に憤り、酒に溺れる千太郎。ワカナは彼を誘い、ハンセン病感染者を隔離する施設に向かう。そこにいた徳江は、淡々と自分も自由に生きたかった、との思いを語るのだった。

## オーディオドラマ
2014年2月23日から同年3月30日まで、NHKラジオ第1「新日曜名作座」にて、 西田敏行・竹下景子主演でオーディオドラマ化された。
| NHKラジオ第1 新日曜名作座       | NHKラジオ第1 新日曜名作座 | NHKラジオ第1 新日曜名作座        |
| 前番組                          | 番組名                    | 次番組                           |
| ------------------------------- | ------------------------- | -------------------------------- |
| 日月めぐる （2014.1.12 - 2.16） | あん （2014.2.23 - 3.30） | 終りに見た街 （2014.4.6 - 4.27） |

## 映画
『あん』は、同作を原作とする日本・フランス・ドイツ合作の映画。2015年5月30日公開。監督・脚本は河瀨直美、主演は樹木希林。第68回カンヌ国際映画祭・「ある視点」部門に出品。オープニング上映されることが決まる。
2015年9月14日に第40回トロント国際映画祭にて、北米プレミア上映が行われた。
キャスト陣は本作を含めた演技に対し各種俳優賞を受賞した。

### 主なキャスト
吉井徳江（よしいとくえ）
演 - 樹木希林
76歳。本人曰く「50年以上もあんの作成に携わってきた」とのことで、美味しいあんの作り方を知っている。千太郎の店のそばにある桜の木や空に対して、会話するように言葉をかけている。千太郎と出会い、直談判して彼の店で雇われてどら焼き作りを手伝い始める。作中では本人は、自身の指が少し不自由で手の見た目が悪いことを気にしている。また、『吉井徳江』というのは本名ではなく、天生園で新しく持った名前。
千太郎
演 - 永瀬正敏
どら焼き屋『どら春』の雇われ店長。手作りのどら焼きを販売している。業務用のあんを使用しているが評判があまりよくなく客も少ない。徳江と出会ったことで美味しいあんの作り方を教わる。客商売をしているがどちらかと言うとおとなしく無愛想な性格。実は、甘党ではなく酒好き。アパートに一人暮らししている。過去に犯罪を犯し捕まったことがある。
ワカナ
演 - 内田伽羅
高校受験を控える中学生。ワカナはあだ名。千太郎の店の常連客で顔なじみ。質素な生活をしていて、千太郎から作り損ねたどら焼きをおすそ分けとして時々もらっている。自宅で『マーヴィー』と名付けたカナリアを飼っている。千太郎や徳江と交流を深める。
佳子
演 - 市原悦子
徳江の長年の友人。徳江と同じような症状があり、施設で複数の人達と共同生活を送っている。徳江によると洋菓子を作るのが得意とのこと。
どら春のオーナー
演 - 浅田美代子
先代の店主である夫がどら焼き屋を千太郎に任した。知人から、徳江がハンセン病患者ではないかと言われて千太郎にそのことを伝える。小さい頃から知っている甥の若人をかわいがっている。
ワカナの母
演 - 水野美紀
ワカナと二人で暮らしている。怠惰な性格であまり良い母親とは言えず、ワカナの高校進学について消極的な考えを持っている。
陽平
演 - 太賀
ワカナの先輩で高校生。中学時代にワカナと同じ部活動に所属していた。食堂でバイトしている。
若人（わかと）
演 - 兼松若人
どら春のオーナーの甥。以前はレストランのコックとして働いていたが、人間関係のもつれで退職。子供の頃から親しいおばであるオーナーに目をかけられていて、千太郎の店に連れてこられる。
女子中学生3人組
演 - 高橋咲樹、竹内海羽、村田優吏愛
ワカナが通う中学の同級生。千太郎のどら焼き屋の常連客。千太郎を『千ちゃん』と呼んでいる。店内のカウンターでどら焼きを食べながら楽しそうに雑談して過ごす。

### スタッフ
- 監督・脚本・編集 - 河瀨直美
- 原作 - ドリアン助川
- 主題歌 - 秦基博「水彩の月」[8]（Ariora Japan / AUGUSTA RECORDS）
- 撮影 - 穐山茂樹
- 照明 - 太田康裕
- 録音 - 森英司
- 美術 - 部谷京子
- 衣装 - 小林身和子
- 編集 - Tina Baz
- 助監督 - 近藤有希
- ラインプロデューサー - 齋藤寛朗
- 音楽 - David Hadjadi
- サウンドデザイン - Roman Dymny
- サウンドエディット - Boris Chapelle
- リーレコ - Olivier Goinard
- 特殊メイク - 飯田文江
- ステディカム - 田口健市
- MA - The Post Republic（Germany）
- フランス側プロダクション協力 - COMME DES CINEMAS
- ドイツ側プロダクション協力 - TWENTY TWENTY VISION
- ロケ協力 - 東村山市、東村山市商工会、東京ロケーションボックス、国立療養所多磨全生園　ほか
- 協賛 - マリーマーブル、山田養蜂場、日本財団
- 協力 - 未来屋書店、コカ・コーラ カスタマーマーケティング
- 配給 - エレファントハウス
- 企画協力 - ポプラ社（野村浩介）
- 企画・制作プロダクション - 組画、COMME DES CINEMAS
- 共同制作プロダクション - KAZUMO
- プロデューサー - 福嶋更一郎・澤田正道・大山義人
- coプロデューサー - Thanassis Karathanos
- 通訳　- 北川晋司
- 配給統括 　- 増田英明
- アソシエイトプロデューサー (製作者) - 浅井賢二（名古屋テレビ放送）、池田晃（イオンエンターテイメント）、奥村傳（ポプラ社）、河瀨直美（組画）、山本浩（博報堂）、渡邊正城（エレファントハウス）、宮田謙一（朝日新聞社）、木原康博（MAM）、Holger Sterm（ZDF-ARTE）
- 製作 - 映画『あん』製作委員会（名古屋テレビ放送、イオンエンターテイメント、ポプラ社、組画、博報堂、エレファントハウス、朝日新聞社）、COMME DES CINEMAS、TWENTY TWENTY VISION、MAM、ZDF-ARTE

### 封切り
全国77スクリーンで公開され、2015年5月30、31日の初日2日間で興収約4000万円超になり、映画観客動員ランキング（興行通信社調べ）で初登場第11位となった。
主演の樹木希林が2018年9月15日に逝去した際、樹木の最後の主演映画であることから多くの興行関係者から本作の追悼上映の希望の声が上がり、同月21日より再上映が行われた。追悼上映は、2015年の公開時を上回る90スクリーン以上で行われた（上映回数の違いはあり、イベント上映も含む）。

### 受賞歴
- 山路ふみ子女優賞（樹木希林）[11]
- 第7回TAMA映画賞
  - 最優秀男優賞（永瀬正敏）※『KANO 1931海の向こうの甲子園』と合わせて受賞[12]。
  - 最優秀女優賞（樹木希林） ※『駆込み女と駆出し男』『海街diary』と合わせて受賞[13]。
- 第40回報知映画賞 主演女優賞（樹木希林）[14][リンク切れ]
- 第39回日本アカデミー賞 優秀主演女優賞（樹木希林）[15]
- 第37回ヨコハマ映画祭[16]
  - 主演男優賞（永瀬正敏）
  - 特別大賞（樹木希林）※映画デビュー50年。常に映画ファンを瞠目せしめる演技術は今、「あん」「駆込み女と駆出し男」で頂点を極めた―。
  - 日本映画ベストテン・第6位
- 第89回キネマ旬報ベスト・テン 読者選出日本映画ベスト・テン 第3位
- 第20回日本インターネット映画大賞 主演女優賞（樹木希林）
- 2015年度全国映連賞 監督賞（河瀨直美）
- 第9回アジア太平洋スクリーンアワード 女優賞（樹木希林）[17]
- 第60回バリャドリード国際映画祭 最優秀監督賞（河瀨直美）
- 第1回バレッタ映画祭
  - 長編コンペティション部門 最優秀作品賞
  - 最優秀主演女優賞（樹木希林）
- サンパウロ国際映画祭 観客賞
- コーク国際映画祭 観客賞

## 朗読劇
2017年1月29日に、 早稲田大学大隈講堂において、 主催・制作オンザフィールドにより「世界ハンセン病デー特別企画 ～明日に架ける橋～ 朗読劇あん」のタイトルで上演。出演は女優の中井貴惠、原作者でもあるドリアン助川。